# Lászlóffy Waldemár
Lászlóffy Waldemár/Woldemár (1934-ig: Bőhm Woldemár) (Kolozsvár, 1903. május 2. – Budapest, 1984. január 16.) hidrológus, közgazdasági mérnök, vízépítő mérnök, egyetemi tanár; a műszaki tudományok doktora (1956). "A Duna hidrológusa". A Nemzetközi Dunabizottság és a Dunai Állandó Vízügyi Műszaki Bizottság felkért szakértője. Édesapja, Lászlóffy Béla (1869–1926) jogász volt.

## Életpályája
A budapesti Műegyetemen szerzett mérnöki, majd közgazdászi diplomát. 1925–1928 között a József Műegyetem Mérnöki Osztálya és Építészi Osztálya Vízépítéstani Tanszékének tanársegéde volt. 1928–1935 között a Földművelésügyi Minisztérium Vízrajzi Intézetének beosztott mérnöke, 1935–1938 között a víztani, 1938–1941 között a vízjelző csoport vezetője volt. 1941–1942 között a kolozsvári kultúrmérnöki hivatal főnöke volt. 1942–1945 között a Földművelésügyi Minisztérium Vízhasznosítási Ügyosztályának vezetője volt. 1945–1948 között a Vízrajzi Intézet kutatómérnöke volt. 1948–1951 között a József Nádor Műszaki és Gazdaságtudományi Egyetem, illetve a Budapesti Műszaki és Gazdaságtudományi Egyetem magántanára volt. 1948–1952 között az Országos Vízgazdálkodási Hivatal Vízrajzi Osztályának osztályvezető-helyettese volt. 1952–1963 között a Vízgazdálkodási Tudományos Kutató Intézet Vízgazdálkodási Osztályának vezetője volt. 1963–1969 között a Vízügyi Dokumentációs és Továbbképző Intézet tudományos munkatársa volt.

### Munkássága
A Vízrajzi Intézetben fontos hidrológiai tanulmányokat végzett a Nemzetközi Duna-Bizottság és a Duna Állandó és Vízügyi Műszaki Bizottsága számára. 1930-ban a hidrológiai kutatás feladatait és a hidrológiai adatszolgáltatás helyzetét vizsgáló tanulmánya alapján megbízást kapott a Vízrajzi Évkönyv újjászervezésére és szerkesztésére. E munkája az egész hazai vízrajzi adatgyűjtési és feldolgozási rendszer megújítását jelentette. A modern információszolgáltatási elvek alapján megszervezte a Vízügyi Szakkönyvtárat. Kutatási területe a magyar Duna víz- és jégjárási viszonyainak, valamint a Tisza-völgy hidrológiájának és vízszabályozásának feltárása volt. Szerteágazó kutató-szervező, oktató tevékenységét tükröző irodalmi munkássága közel 300 cikket és tanulmányt ölelt fel. A Magyar Tudományos Akadémia Vízgazdálkodástudományi Bizottságának tagja volt. Szerkesztette a Vízügyi Közleményeket, egyetemi tankönyveket írt.
Sírja a Farkasréti temetőben található (10/4-1-37).
2000-ben a Magyar Hidrológiai Társaság emléktáblát helyezett el lakóháza falán (Salamin Pállal közös emléktábla).

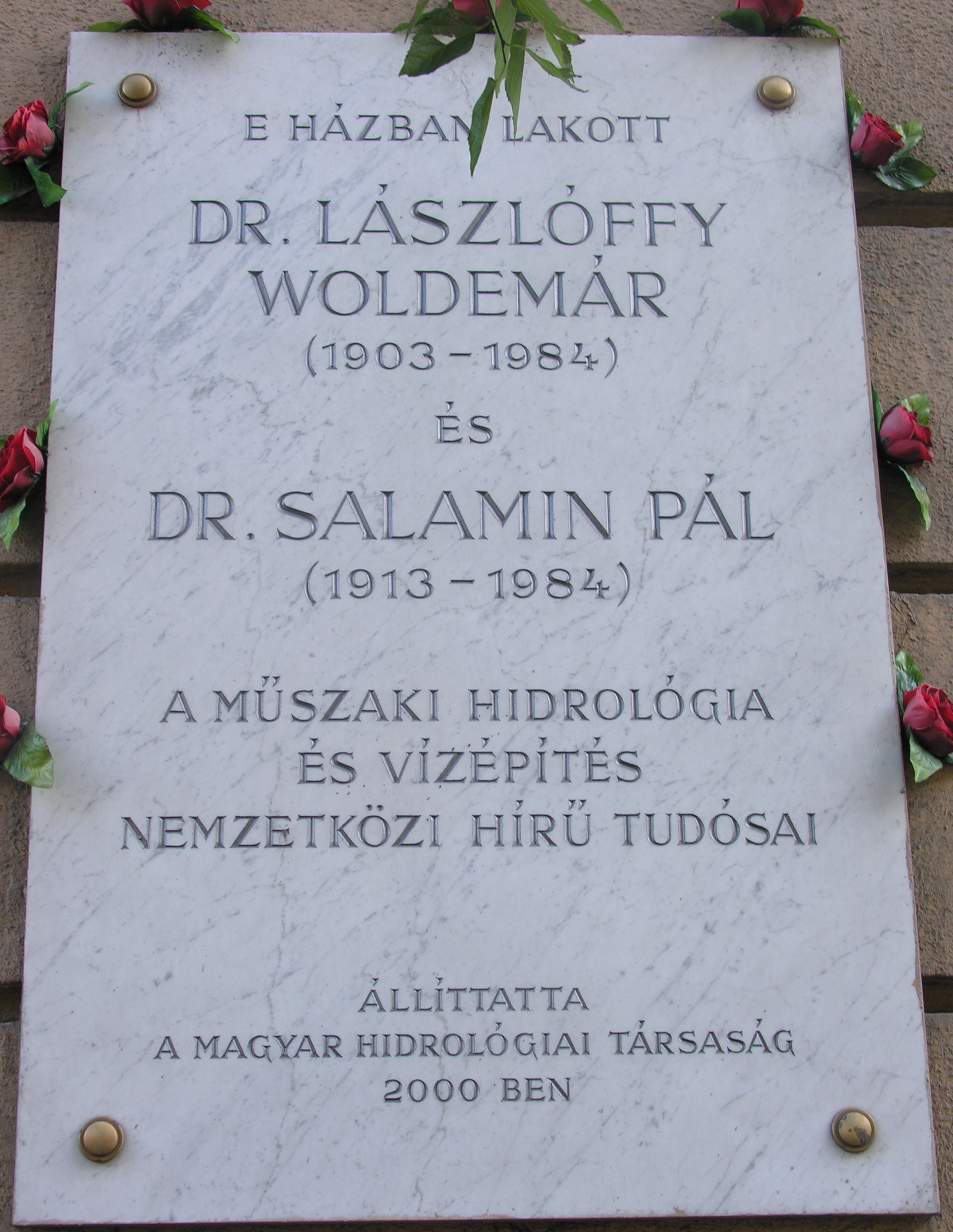
Lászlóffy Woldemár és Salamin Pál emléktáblája, Budapest, II., Szilágyi Erzsébet fasor 13-15.

## Művei
- A hídépítés hidraulikai kérdései (1929)
- A hidrológiai kutatás, különös tekintettel a hidrológiai adatszolgáltatás mai állására (Vízügyi Közlemények, 1930)
- A folyók jégviszonyai különös tekintettel a magyar Dunára (1934)
- Nyílt csatornák vízszállításának mérése mederszűkítéssel (1935)
- Vízsebességmérő szárnyak hitelesítése a toulouse-i egyetem vízműtani intézetében (1935)
- Franciaország néhány újabb vízierőműve (1936)
- A vízrajzi tanulmányok számítási és szerkesztési eljárásai (1938)
- Az 1838-i árvíz és a Duna szabályozása (1938)
- A Duna 1838. évi árvize és fővárosunk mai árvízvédelmi helyzete (Budapest, 1938)
- A kultúrmérnöki intézmény hat évtizede 1879-1939 (1940)
- Magyarország ivóvízellátása (1940)
- A kultúrmérnökök hatvanévi munkásságának eredményei (1941)
- A Duna Budapestnél (1941)
- Ivóvízellátás és szennyvízelvezetés (1941)
- Válogatott fejezetek a víztan köréből (1942)
- A vízrajzi szolgálat fejlesztése a vízitársulatok közreműködésével (1942)
- A jeges árvizekről (1947)
- A folyók jégviszonyai (1949)
- A szabad felszínnel folyó víz sebességének számítása (Vízügyi Közlemények, 1950)
- A felszíni vízkészletek számbavétele (1952)
- Vízépítéstan (1952)
- Árvizi hozamok számítása (1953)
- A folyószabályozás hidrológiája (1953)
- A kisvízfolyások hozamának meghatározására szolgáló módszerek (1953)
- Folyóink jégviszonyai (1954)
- Folyóink és tavaink hőmérsékleti viszonyai (Budapest, 1956)
- Az öntözővíz mérése (1957)
- A Morvatoroktól a Fekete-tengerig terjedő Dunaszakasz jégviszonyai (1958)
- Az osztrák Duna árvizei (1958)
- A hidrológiai előrejelzések fejlesztésének szükségessége és lehetőségei (1961)
- Hidrológia tervező mérnökök számára (1964)
- A szegedi árvíz 1879 (1969)
- A Fertő-táj bibliográfiája (1972)
- A vízügyi adatok forrásai (1974)
- Gyakorlati vezérfonal a tudományos munkássághoz (1982)
- A Tisza (Budapest, 1982)
- A hidrometria magyarországi fejlődése (posztumusz, Fejér Lászlóval, Budapest, 1986)

## Díjai
- Schafarzik Ferenc-emlékérem (1947)
- a toulouse-iak tiszteletbeli tagja (1961)
- Munka Érdemrend (1962)
- Prechtl-érem (1963)
- Vásárhelyi Pál-díj (1972)
- a Munka Érdemrend arany fokozata (1973)